# Vladimir Ambros
Vladimir Ambros, né le 30 décembre 1993 à Chișinău, est un footballeur international moldave évoluant au poste d'attaquant au Petrocub Hîncești.

## Biographie

### Carrière en club
Vladimir Ambros joue ses premiers matchs en première division moldave au FC Rapid Ghidighici de 2013 à 2014 avant de rejoindre le FC Petrocub Hîncești en 2014. Il est prêté au FC Sheriff Tiraspol en mars 2017 où il remporte le championnat 2016-2017. Il retourne à l'issue de la saison au Petrocub Hîncești. Il termine meilleur buteur du championnat de Moldavie 2018, avec 12 buts marqués.

### Carrière en sélection
Vladimir Ambros reçoit sa première sélection en équipe nationale le 9 octobre 2015, pour le compte des éliminatoires de l'Euro 2016, contre la Russie (défaite 1-2). Il inscrit son premier but le 22 mars 2019,  pour le compte des éliminatoires de l'Euro 2020, contre la France (défaite 1-4).